# Сомалийско диво магаре
Сомалийското диво магаре (Equus africanus somaliensis) е подвид на африканското диво магаре. То е по-едро на ръст от нубийското диво магаре – височината му при холката е 140 см и гривата му е по-дълга. Окраската му е по-тъмна. Краката на сомалийското диво магаре са с окраска на хоризонтални ивици. Родината му е Сомалия, но се среща и в Еритрея.